# Recueil (revue)
Pour les articles homonymes, voir Recueil (quartier) et Recueil.
 (mars 2018).
Recueil est une revue de littérature et de poésie fondée en 1984 par Richard Millet. Elle est éditée par les éditions Champ Vallon à Seyssel. Millet est rejoint par Jean-Michel Maulpoix, qui quitte le comité en 1991.

## Arrêt de la revue et poursuite(Le Nouveau Recueil)
En 1995, Recueil est reprise par Jean-Michel Maulpoix seul, avec de nouveaux objectifs ; la revue est renommée Le Nouveau Recueil.